# 丹呉康平
丹呉 康平（たんご やすへい、旧字体：丹吳 康平󠄁、1889年（明治22年）1月5日 - 没年不明）は、日本の農民、新潟県多額納税者、実業家。村上水電取締役。

## 人物
新潟県人・丹呉俊平の孫。丹呉鼎吉の長男。1913年、先代祖父・俊平の後を承け、家督を相続した。1914年、早稲田大学推薦校友。農業を営み、傍ら会社の重役であった。貴族院多額納税者議員選挙の互選資格を有した。住所は新潟県北蒲原郡中条町西条。

## 家族・親族
丹呉家
- 祖父・俊平[2][3]
- 父・鼎吉[6]
- 妻・恭（1891年 - ?、新潟、本間新作の孫[2]、本間建彌の三女[3]）
- 男・協平（1911年 - ?）[3]
- 二男・茂（1913年 - ?）[3]
- 三男・禮三（1915年 - ?）[3]
- 長女、二女[3]